# Nepál
Nepál (nepáli: नेपाल), hivatalosan a Nepáli Szövetségi Demokratikus Köztársaság (nepáli: सङ्घीय लोकतान्त्रिक गणतन्त्र नेपाल, átírással: Szanghíja Lokatántrik Ganatantra Nepál) tengertől elzárt ország Dél-Ázsiában. Főként a Himalájában fekszik, ám egy része átnyúlik az Indo-Gangeszi-síkságra is. A világ tíz legmagasabb hegycsúcsa közül nyolc itt található.
Északról Kína, délről, keletről és nyugatról India határolja. Banglades mindössze 21–22 km-re található délkeleti csücskétől és Bhutántól csupán az indiai Szikkim tagállam választja el. Területileg Magyarországnak másfélszerese.
Az ország egy többnemzetiségű, többnyelvű, több vallású és multikulturális állam, amelynek hivatalos nyelve a nepáli. Fővárosa és legnagyobb városa Katmandu, amely a világ egyik legrégebbi, folyamatosan lakott helye.
Ázsia és egyben a világ egyik legfejletlenebb országa.
1768 óta tartó függetlenségét több-kevesebb külső segítséggel sikerült megőriznie.

## Etimológia
Óind eredetű nevének jelentése napjainkig még nem teljesen tisztázott, de a név megjelenik már az ókori indiai irodalmi szövegekben.
Az ország 18. századi egyesítése előtt a Katmandu-völgy Nepál néven volt ismert. A Katmanduban székelő uralkodó által irányított teljes területet Nepálnak is nevezték, amely időnként csak a Katmandu-völgyet jelentette, míg máskor olyan területet foglalt magában, amely a mai államhoz hasonló területet foglalt magában.

## Földrajz
| I N D I A K Í N A T I B E T Bhaktapur Bharatpur Biratnagar Birgandzs Katmandu Lumbini Nepálgandzs Pokhara Csomolungma Annapurna Himalája Kancsendzönga |
| térkép szerkesztése |

Nepál a második legnagyobb vertikális kiterjedéssel rendelkező ország, csak Kína hipszografikus görbéje nagyobb. Nepált öt magassági övezetre ill. hat nagytájra osztják.
Ezek az övek kelet-nyugati irányúak. Az északról délre folyó folyók tagolják őket.

### Domborzat
Délen a síkság az indiai Gangesz-síkság része, annak északi pereme. Három nagy folyó alakította ki ezt a tájat: a Kosi, a Narayani, és a Karnali. Éghajlata meleg, párás.
Az alacsonyabb hegység (Pahad) 1000–4000 méter magas hegyekből áll. E régiót két hegylánc uralja, a 'Mahabharat Lekh' és a Shiwalik-hegység (más néven Churia-hegység). Itt fekszik a Katmandu-völgy, az ország legtermékenyebb és legvárosiasabb területe. A többi völgytől eltérően az úgynevezett Belső-Tarai (Bhitri Tarai Uptyaka) magassága 2500 méter és gyéren lakott.
A magashegység, amely a Himalája része, Nepál északi részén emelkedik. Ebben a hegységben találhatók a világ legmagasabb hegyei, köztük is legmagasabb a 8850 méter magas Mount Everest (Csomolungma). Ez a hegy alkotja a nepáli határt Tibet felé. A világ tíz legmagasabb hegye közül hét Nepál területén található: Lhoce, Makalu, Cso-Oju, Kancsendzönga, Dhaulagiri, Annapurna, Manaszlu.

#### A síkvidék (Nyílt- vagy Külső-Tarai)
Az egységes felépítésű felszínen alig észrevehetőek a magasságkülönbségek. A kissé magasabb (bhangar) és az alacsonyabb (khadar) ártéri szintek váltogatják egymást.
A hegyláb peremét a Bhabar és a már mérsékelt lejtésű Tarai képezi.
A síkság Nepál területének alig 17%-át alkotja, lakosságának azonban közel felét tömöríti.

#### A Churia-hegység (Siwalik)
A Csuria-hegység (Szivalik) a Himalája legfiatalabb, előhegységi vonulata, amely keletről nyugatra 1800 m-re magasodik. A szabályos redőzött szerkezetű hegység délre meredeken, az északi medencékre lankásabban lejt.

#### Mahabharat-hegység (Alacsony-Himalája)
Az ősi kőzetekből álló, áttolt takaróredős szerkezetű hegység átlagmagassága 2000 m, melyből 4000 m-es csúcsok emelkednek ki. Részei:
- a Mahabharat Lek,
- a Belső-Tarai, a legfontosabb azonban
- a Belvidék, mely alacsonyabb helyzetű, sűrűbb népességű (Katmandu- és Pokhara-völgy).[13]

#### Magas-Himalája
A Himalája fő vonulata 6000 m-es átlagos gerincmagasságával, ősi kristályos kőzeteivel, 8000-es csúcsaival magasodik az ország fölé. Az antecedens völgyekkel tagolt vonulat formálásában a jég döntő szerepet játszik, a hóhatár 4000–5800 m között húzódik.
Fontosabb vonulatai a Transzhimalája, a „Fő vízválasztó lánc”.

### Vízrajza

#### Felszíni vízfolyások
A mintegy 6000 felszíni vízfolyás összhossza 45 000 km. A vízfolyásokat három csoportba osztják:
- Első osztályú: hó, gleccser, esővíz táplálta, a Himalája magasabb térszíneiről eredő állandó vízfolyások (Koshi, Gandaki (Narayani, Karnali).
- Második osztályú: a forrásvíz és eső táplálta, az Alacsony-Himalájából eredő közepes, télen csaknem kiszáradó folyók.
- Harmadik osztályú: eső táplálta, időszakos vízfolyások.[15]

Folyói a Gangeszbe ömlenek.
Alacsonyabb térszíneken a nagy mennyiségű hordalékot lerakva domború árterek képződnek, melyeken a mellékfolyók elvonszolódnak, tollas szerkezetű vízhálózatot hozva létre.

#### Tavak
Nepál állóvizekben viszonylag szegény. A tavak többsége tektonikus eredetű, 3000 m-nél magasabban glaciális eredetűek, a síkságon morotvatavak találhatók. Nepálban 2300 gleccsertó is található, melyek a környékbeli lakosságra egyre nagyobb fenyegetést jelentenek pl.: Tsho Rolpa gleccsertó.

#### Felszín alatti vizek
Nepál felszín alatti vízkészlete jelentős, melyet a síkságon ki is aknáznak. Termálvízkészletének gazdasági hasznosítása egyelőre nem kezdődött el.

#### Gleccserek
A jégárak víztartaléka igen nagy. Gleccserei ún. turkesztáni típusúak.

### Éghajlat

Nepál éghajlati térképe a Köppen-osztályozáson (angol)

Éghajlatát a tengerszint feletti magasság, a lejtőkitettség, a Bengáli-öböltől való távolság, valamint a monszun határozza meg.
Nepál öt éghajlati zónára osztható, nagyjából a tengerszint feletti magasság szerint, délről észak felé.
1. A szubtrópusi övezet 1200 méter alatt fekszik,
2. a mérsékelt (meleg mérsékelt)[17] övezet 1200 és 2400 méter között,
3. a hideg (hűvös mérsékelt) övezet 2400 és 3600 méter között.
4. 3600 és 4400 méter között magashegyi (alpesi) az éghajlat,
5. 4400 méter felett az örök hó (tundra) birodalma található.[18]

A tagolt domborzatból adódóan azonban a mezo- és mikroklíma rendkívüli változatosságot mutat.
Nepálban öt évszak tapasztalható: nyár, monszun, ősz, tél, tavasz. A Himalája blokkolja télen a Közép-Ázsia felől fújó hideg szeleket, egyúttal a monszunszelek északi határát képezi.

### Talaj
A déli területek öntéstalajai közül a szikes usar és a homokos bhur mezőgazdaságilag kevésbé értékes. A magasabb területeken porózus (bhabar) és agyagos (tarai) talajok találhatóak, míg a magashegységi zóna felé egyre gyengébb minőségű, végül váz talajok fordulnak elő.

### Élővilág, természetvédelem
A tájat eredetileg sűrű erdő borította. Minden régió egyik fő problémáját az erdőirtás képezi, amely eróziót okoz és ezzel az ökoszisztémát rombolja.
A csökkenő biodiverzitás az állatvilágra is érvényes.
Az ország déli részén, a Himalája lejtőin 1800 m tszfm.-ig a természetes növényzet a trópusi esőerdő. Az alacsonyabb szintek erdőit pálmák és bambuszok jellemzik, feljebb a szubtrópusi esőerdőkhöz hasonlítanak. A települések környékén teraszos rizsföldek és banánültetvények vannak. A magasabb szinteken juhar- és tölgyfajok alkotta lombhullató erdők, felettük (3200 m tszfm.-on) fenyvesek, majd havasszépefajok alkotta cserjések nőnek. Felettük a déli oldalakon alpesi rétek, északon és a fennsíkokon szárazfüves félsivatagok terülnek el. A zárt gyepek feljebb felszakadoznak, az utolsó növényfoltok 5000 m tszfm.-on találhatók. 
Állatvilágában a főemlősöket az asszami bunder (makákó), a rhesusmakákó, a ragadozókat pedig pl. az aranysakál, a farkas, az ázsiai vadkutya, az indiai róka, a bengáli macska, a mocsári hiúz, a ködfoltos párduc, a hópárduc stb. képviselik. Megtalálható még az ajakos medve, az örvösmedve, a himalájai barnamedve, a vörös macskamedve. Él még itt indiai elefánt, vízibivaly és indiai antilop is. 

#### Nemzeti parkjai

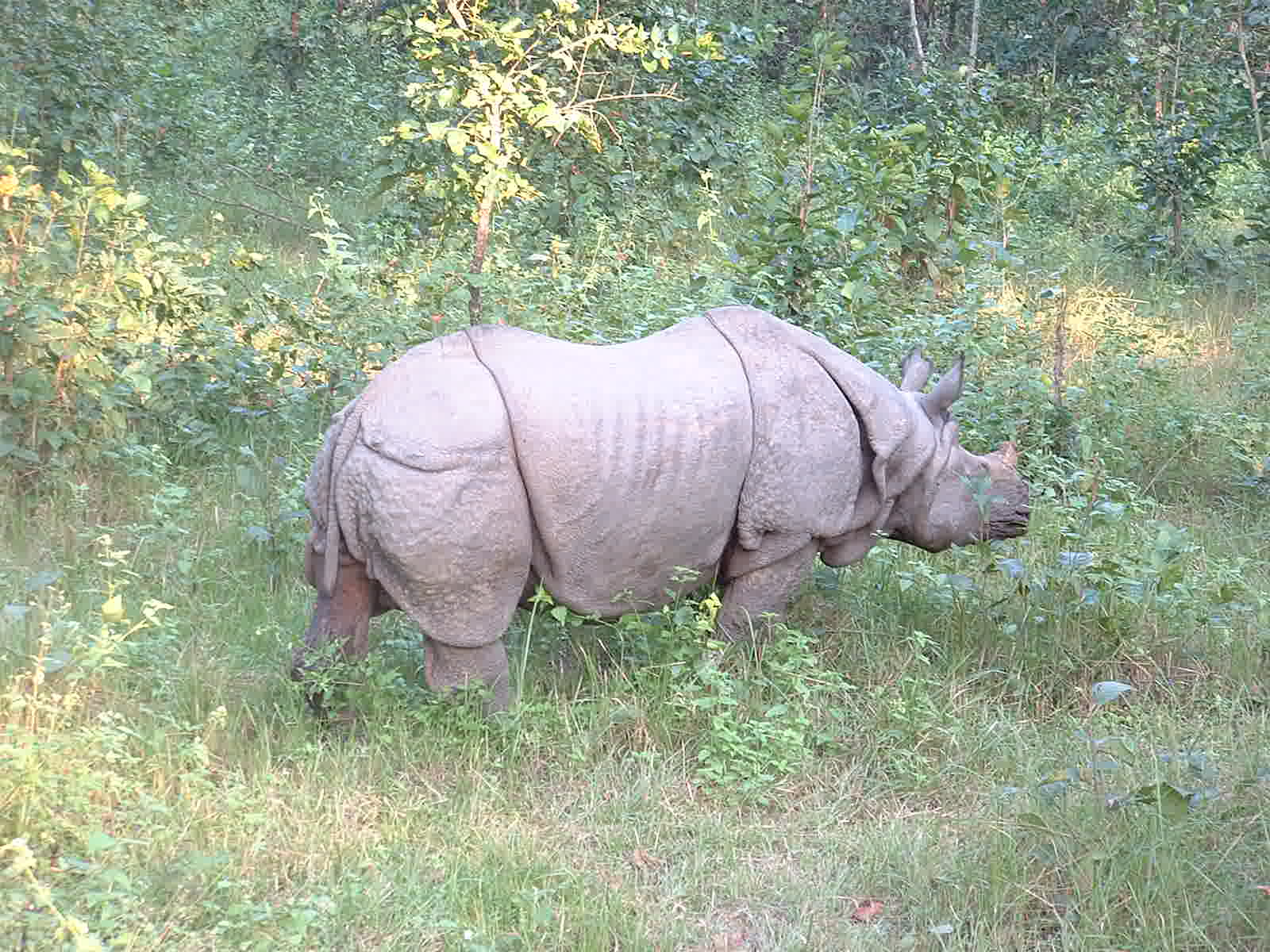
Rinocérosz a Csitván Királyi Nemzeti Parkban

Nepál védett területei (nemzeti parkok stb.)

150 km távolságon emelkedik a felszín közel tengerszintről 8000 méter magasra. Emiatt rendkívül változatosak a tájak.
- Langtang Nemzeti Park: a Himalájában az első nemzeti park volt. Ez van legközelebb Katmanduhoz. A természeti környezet megőrzése mellett azzal egyenrangú célja a hagyományos nepáli életforma bemutatása.
- Szágarmantha Nemzeti Park (Mount Everest): területéhez több más igen magas hegy tartozik. A természeti világörökség része.
- Csitván Nemzeti Park: az úgynevezett Belső-Tarai területén fekszik, szintén a világörökség része.
- Sej Phokszundo Nemzeti Park: Nepál legnagyobb területű nemzeti parkja.

#### Természeti világörökségei
Az UNESCO a természeti világörökség nyilvántartásában két nemzeti park és egy völgy szerepel:
- (Szágarmantha Nemzeti Park,
- Csitván Királyi Nemzeti Park),
- Katmandu-völgy is, természeti értékei miatt.

### Természeti erőforrások
A síkságokon máig a talaj és a víz, a szubmontán övezetekben az erdő a legnagyobb természeti erőforrás. Ásványkincseinek feltárása és azok kitermelése még a kezdeteknél tart. Kevés üveghomok-, mészkonkréció-, lignit- és kőolajkitermelés folyik, valamint az itt található építőkövek kitermelése folyik. Energiatermelésének 90%-át vízierőművek adják.

## Történelem

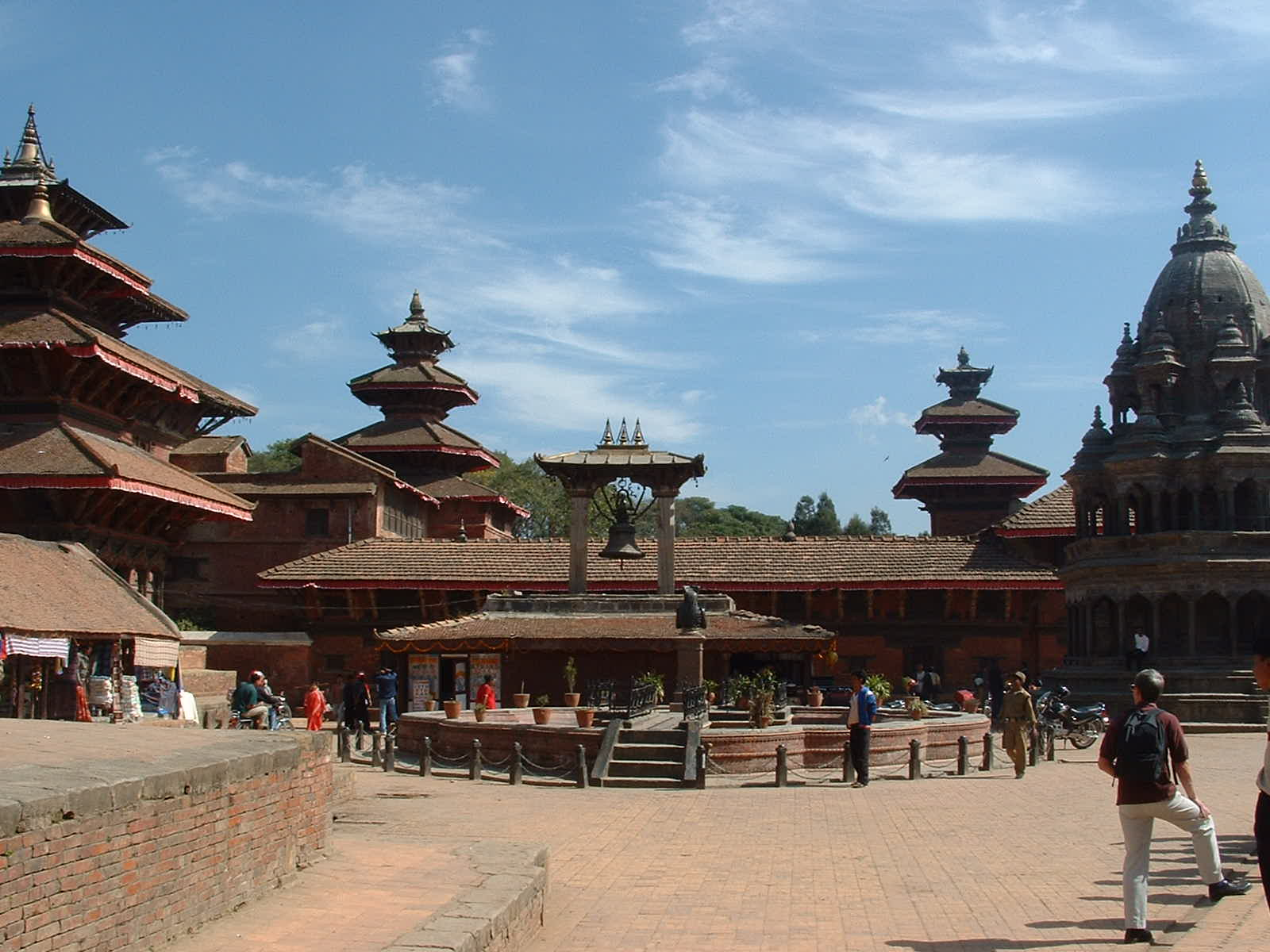
Hindu templomkörzet Patanban

### A nepáli állam előtörténete
Mintegy százezer éves kőeszközöket találtak a Siwalik és a Mahabharat hegyvonulatai között. Hozzávetőlegesen 30 000 éves eszközökre a Katmandu-völgyben is találtak. Az itt és az állam több más helyén is talált neolitkori eszközök bizonyítják, hogy a Himalája vidékén ekkor már élt ember.
A földművelés és állattenyésztés Nepál egyes területein már i. e. 2000 körül megjelenhetett. Erre alapozódva i. e. 1000 körül a régióban kis királyságok és nemzetségek szövetségei jöttek létre. Ezek egyikéből, a Shakya nemzetségi szövetségből származott Siddharta Gautama herceg (i. e. 563-483), aki lemondott a királyságról, aszkétikus életet élt és akit Buddha néven ismerünk.
I. e. 250-ben a régió az Észak-Indiában uralkodó Maurja Birodalom befolyása alá került, az i. sz. 4. században pedig a Gupta-dinasztia vazallusa lett. I. sz. 645 körül Xuanzang kínai buddhista zarándok adott jó leírást a nepáli királyságról. Dél-Nepál a 11. század végén a dél-indiai Csálukja Birodalom befolyása alá került. A Csálukja-dinasztia uralma idején a királyok által patronált hinduizmus helyett a korábbi buddhizmus ismét elterjedt az országban.
A következő időszakra jellemző lett a kisállamok rendszere: 1482-ben a régió három királyságra oszlott: Katmandu, Patan, Bhaktapur. A három királyság közötti évszázados rivalizálás után, a 18. század közepén a gurka Prithvi Narayan sah egyesítette a királyságokat. (Indiából szerzett fegyvereket és segítséget, megvásárolta a szomszédos indiai királyságok semlegességét). Területegyesítő munkáját 1765-ben kezdte, s véres csaták és ostromok után három évvel később, 1768-ban egyesítette a Katmandu-völgyet.

### Az egységes Nepál
A történelmi Nepál régiója a mai államnál lényegesen nagyobb. A Tibetbe vezető hágók birtoklásáért folyó egymást követő háborúkban a nepáliak visszavonulásra és súlyos jóvátétel fizetésére kényszerültek a tibetiek részére.
A Nepál határai mentén fekvő kisebb államok birtokáért Nepál és a Brit Kelet-indiai Társaság rivalizált. Ez vezetett az angol-nepáli háborúhoz (1815-16). A háborút követő béke területi katasztrófát jelentett Nepál számára. Sikkim és a Tarai vidéke a Társaság birtokába került.
A következő évek a királyi családon belüli frakcióharcok az instabilitás periódusát hozták. 1846-ban kiderült, hogy a királynő a gyorsan növekvő hatalmú hadvezér, Jung Bahadur Rana elmozdítását tervezi. Ekkor fegyveres összeütközés tört ki a katonaság és a királynőhöz hű emberek között. Jung Bahadur Rana győztesen került ki a harcból és megalapította a Rana-dinasztiát, több száz herceget és főnököt pedig kivégeztek az országban. A király hatalma névlegessé vált, a miniszterelnök tisztsége örökletes lett és a tényleges hatalom birtokosává lett. A Ranák britpárti politikát folytattak, segítséget nyújtottak 1857-ben a szipoj-lázadás leverésében (és később mindkét világháborúban). A Tarai bizonyos részei a britek békés gesztusaként visszakerültek Nepálhoz (hálából a szipoj lázadás idején és az India feletti brit uralom helyreállításához nyújtott segítségért). 1923-ban Nagy-Britannia és Nepál formálisan is barátsági szerződést kötött, ezzel Nagy-Britannia elismerte Nepál függetlenségét.
Az 1940-es évek végén az újonnan kialakult demokratikus irányzatú mozgalmak és politikai pártok kritikával illették a Ranák autokratikus uralmát. Közben Tibetben megerősödött a kínai hatalom az 1950-es években, ellensúlyként India katonai segélyt nyújtott északi szomszédjának, hogy megelőzze Nepálban a kínai befolyást. India támogatta Tribhuvan királyt, aki 1951-ben lépett trónra, és az új kormányt, amely leginkább a Nepáli Kongresszus Párt tagjaiból állt. Ez véget vetett a Ranák hegemóniájának a királyságban. A király és a kormány közötti hatalmi harc évei után a király 1959-ben bevezette a pártnélküli panchayat rendszert. Így kormányozták Nepált 1989-ig, amikor a Jan Andolan (Népmozgalom) alkotmányos reformokra kényszerítette a monarchiát és 1991 májusában többpárti parlament alakult.

### A királyság hosszú agóniája
1996-ban a Nepáli Kommunista Párt (Maoisták) harcot indítottak azzal a céllal, hogy a király parlamenti rendszerét szocialista népköztársaság váltsa fel. Ez vezetett a hosszú nepáli polgárháborúhoz, amelynek több mint 12 000 halottja volt. 2001. június 1-jén mészárlás volt a királyi palotában, meghalt a király, a királyné, összes gyermekük, a király három testvére, valamint egy unokatestvére és három nappal később a trónörökösből lett kérész életű király is, Dipendra. (A hivatalos változat szerint Dipendra herceg ölte meg a szüleit, mert elutasították igényét, hogy beleszólhasson felesége kiválasztásába. Utána öngyilkos lett.) A királyi családban történt tömegmészárlás okáról a nepáliak között sokféle spekuláció kelt életre.
Dipendra halála után a trónra Bírendra király testvére, Dnyánendra lépett. 2005. február 1-jén Dnyánendra feloszlatta a kormányt, a teljes végrehajtó hatalmat magához vonta, így remélte leverni a maoista mozgalmat. 2005 szeptemberében a maoisták kinyilvánították három hónapos egyoldalú tűzszünetük végét, mert nem teljesültek igényeik.
2006. április 21-én Dnyánendra király a két hete tartó tüntetések hatására lemondott a teljhatalomról és a többpárti demokrácia irányába tett nyilatkozatokat. A tüntetéseknek 14 halálos áldozata volt. A király felkérte az ellenzéki pártokat, hogy állítsanak miniszterelnök-jelölteket. 2005. február 1-je után 2006. április 30-án lett újra miniszterelnöke az országnak, amikor Giridzsa Praszad Koiralát iktatták be hivatalába.
A király teljhatalomról való lemondása azonban nem oldotta fel a társadalmi feszültségeket.
2007 decemberében a parlament a királyság megszüntetéséről és a köztársaság kikiáltásáról döntött.

### A közelmúlt

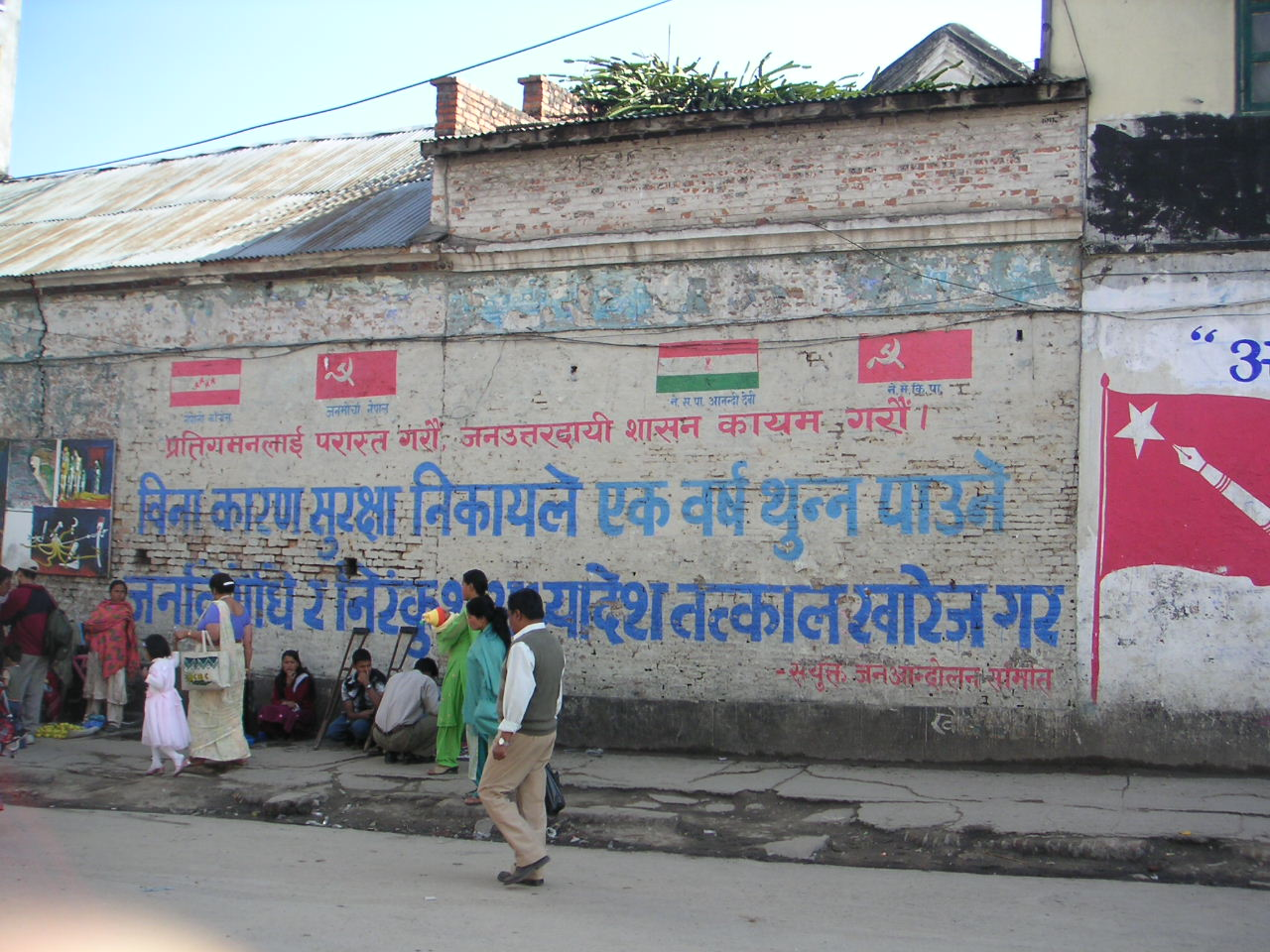
Politikai hirdetés Katmanduban

Az országban a 21. század elején nagyobb jelentőségű politikai átalakulás zajlott le. A 2008. április 10-én megtartott, az alkotmányozó nemzetgyűlés megválasztásáról kiírt választást a maoisták nyerték meg. Ez megnövelte annak a lehetőségét, hogy az akkor uralkodó Dnyánendra nepáli király lemondjon a trónról és a címről, és így ő legyen az ország utolsó királya.
Az újonnan megválasztott nemzetgyűlés 564 tagja 560 szavazattal 2008. május 28-án eltörölte a 240 éve fennálló monarchiát és Nepált független, oszthatatlan, szuverén, szekuláris és teljesen demokratikus köztársasággá nyilvánította. A következő választott kormány működési kereteit szintén a nemzetgyűlés dönti el.
Májusban a kikiáltott a köztársaság három hetet adott az uralkodónak, hogy elhagyja palotáját. Dnyánendra elfogadta a döntést és betartva a határidőt, önként távozott. Ezzel a 240 éves nepáli királyság megszűnt.
2015 áprilisában 7,9-es erősségű földrengés rázta meg az országot, hatalmas károkat és több ezer ember halálát okozva.

## Államszervezet és közigazgatás

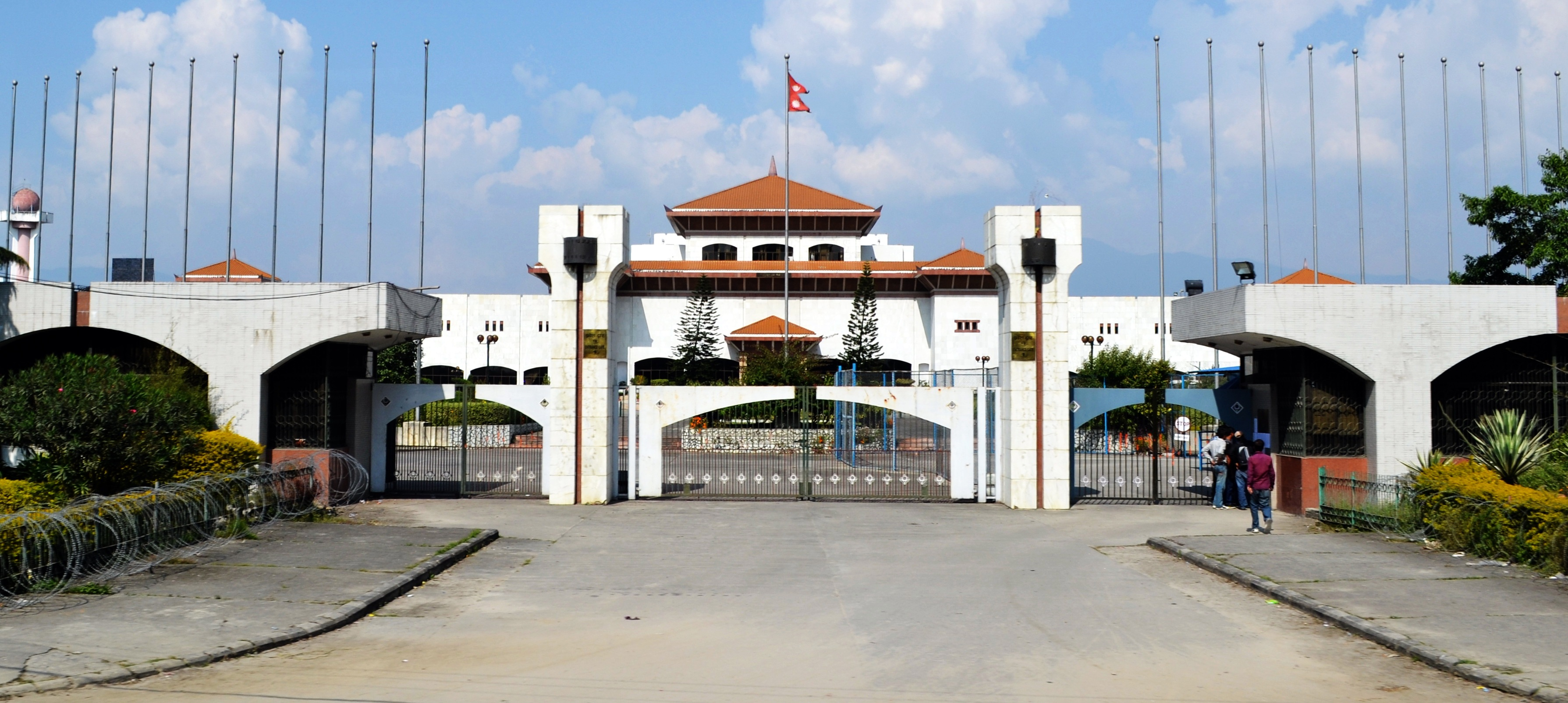
A parlament épülete, Katmandu

### Alkotmány, államforma
Nepál államformája az alkotmányos monarchia 2008-as eltörlése óta demokratikus, parlamentáris,  szövetségi köztársaság. Az ország államszervezetét a 2015-ben érvénybe lépett alkotmány szabja meg, amely a monarchia eltörlése során elfogadott ideiglenes alkotmányt és az azt megelőző monarchikus alkotmányt váltotta. Az alkotmány értelmében Nepál szövetségi, tartományi és helyi igazgatási szintekre oszlik.

### Törvényhozás, végrehajtás, igazságszolgáltatás
A nepáli alkotmány értelmében törvényhozó hatalommal a kétkamarás szövetségi parlament bír, amely két házból, név szerint Képviselőházból és Nemzetgyűlésből áll. A Képviselőház 275 tagját ötévente a nép választja árokrendszerben: 165 képviselőt egyszerű többségi szavazással választanak meg az ország 165 választási körzetében, míg 110 képviselőt arányos képviseleti szavazattal. A Nemzetgyűlés 59 tagjának mandátuma hat évre szól: 56 képviselőt egy tartományi képviselőket és helyi tisztviselőket tömörítő elektori kollégium választ mag, míg 3 képviselőt a kormány javaslata alapján az elnök nevez ki.
Tartományi szinten az egykamarás tartományi gyűlés a törvényhozás szerve. A tartományi gyűlések képviselőit ötévente választják.
Végrehajtó hatalommal a mindenkori szövetségi minisztertanács rendelkezik. A kormány tagjai a miniszterek, élükön a kormányfővel, azaz a miniszterelnökkel. Az elnök a képviselőházi többséggel bíró párt vezetőjét nevezi ki miniszterelnöknek, és mind a miniszterelnök, mind a miniszterek a képviselőház tagjai. Nepál jelenlegi miniszterelnöke Pushpa Kamal Dahal.
A végrehajtó hatalmi ág tagja a szövetségi államelnök is. Az elnököt ötévente választja a szövetségi és tartományi parlamentek képviselőiből álló elektori kollégium. Az elnök az állam egységének jelképe ám valódi hatalma korlátozott, csak a miniszterelnök és minisztertanács jóváhagyásával és annak ajánlására cselekedhet.
Tartományi szinten a végrehajtó hatalmat a tartományi főminiszter és az általa vezetett minisztertanács gyakorolja. A tartományokban a szövetségi kormányt a szövetségi elnök által kinevezett kormányzó képviseli.
A nepáli igazságszolgáltató rendszer unitárius. Az alkotmány a független bíróságokat három szintre osztja: Legfelsőbb Bíróságra, fellebbviteli bíróságokra és kerületi bíróságokra. A Legfelsőbb Bíróság az ország legfelső szintű fellebbviteli bírósága, egyben alkotmánybíróság is. A Legfelsőbb Bíróságnak 21 tagja van, akiket az elnök nevez ki; közülük egy a hat éves ciklusra kinevezett főbíró, aki az igazságszolgáltató rendszer adminisztrációjáért is felel. A 7 fellebbviteli bíróság a 7 tartomány legfelső bírósági szerve, alattuk pedig körzetenként egy körzeti bíróság helyezkedik el.

### Politikai pártok
164 politikai pártot regisztráltak a Nepáli Választási Bizottságnál 2017 elején; A 2013. novemberi választásokon 122 politikai párt vett részt.
A legnagyobb pártok 2017-ben:
- Nepáli Kongresszus (Nepali Congress)
- Nepáli Kommunista Párt (marxista-leninista) (Communist Party of Nepal - Unified Marxist-Leninist)
- Nepáli Kommunista Párt (maoista) (Communist Party of Nepal - Maoist)

### Közigazgatási beosztás
2015-től az országot hét tartomány és 77 körzet alkotja.
| # | Tartomány       | Név                   | Székhely      | Körzetek | Terület (KM²) | Népesség (2011) | Népsűrűség (fő/KM²) | Hasonló méretű ország |
| - | --------------- | --------------------- | ------------- | -------- | ------------- | --------------- | ------------------- | --------------------- |
| 1 | 1. tartomány    | Koshi Pradesh         | Biratnagar    | 14       | 25,905 KM²    | 4,534,943       | 175                 | Macedónia             |
| 2 | 2. tartomány    | Madhesh Pradesh       | Dzsanakpur    | 8        | 9,661 KM²     | 5,404,145       | 559                 | Ciprus                |
| 3 | 3. tartomány    | Bagmati Pradesh       | Hetauda       | 13       | 20,300 KM²    | 5,529,452       | 272                 | Szlovénia             |
| 4 | 4. tartomány    | Gandaki Pradesh       | Pokhara       | 11       | 21,504 KM²    | 2,413,907       | 112                 | El Salvador           |
| 5 | 5. tartomány    | Lumbini Pradesh       | Butwal        | 12       | 22,288 KM²    | 4,891,025       | 219                 | Belize                |
| 6 | Karnali Pradesh | -                     | Birendranagar | 10       | 27,984 KM²    | 1,168,515       | 41                  | Egyenlítői-Guinea     |
| 7 | 7. tartomány    | Sudur Paschim Pradesh | Dhangadhi     | 9        | 19,539 KM²    | 2,552,517       | 130                 | Szlovénia             |
|   | Nepál           |                       | Katmandu      | 77       | 147,181 KM²   | 26,494,504      | 180                 |                       |

## Népesség

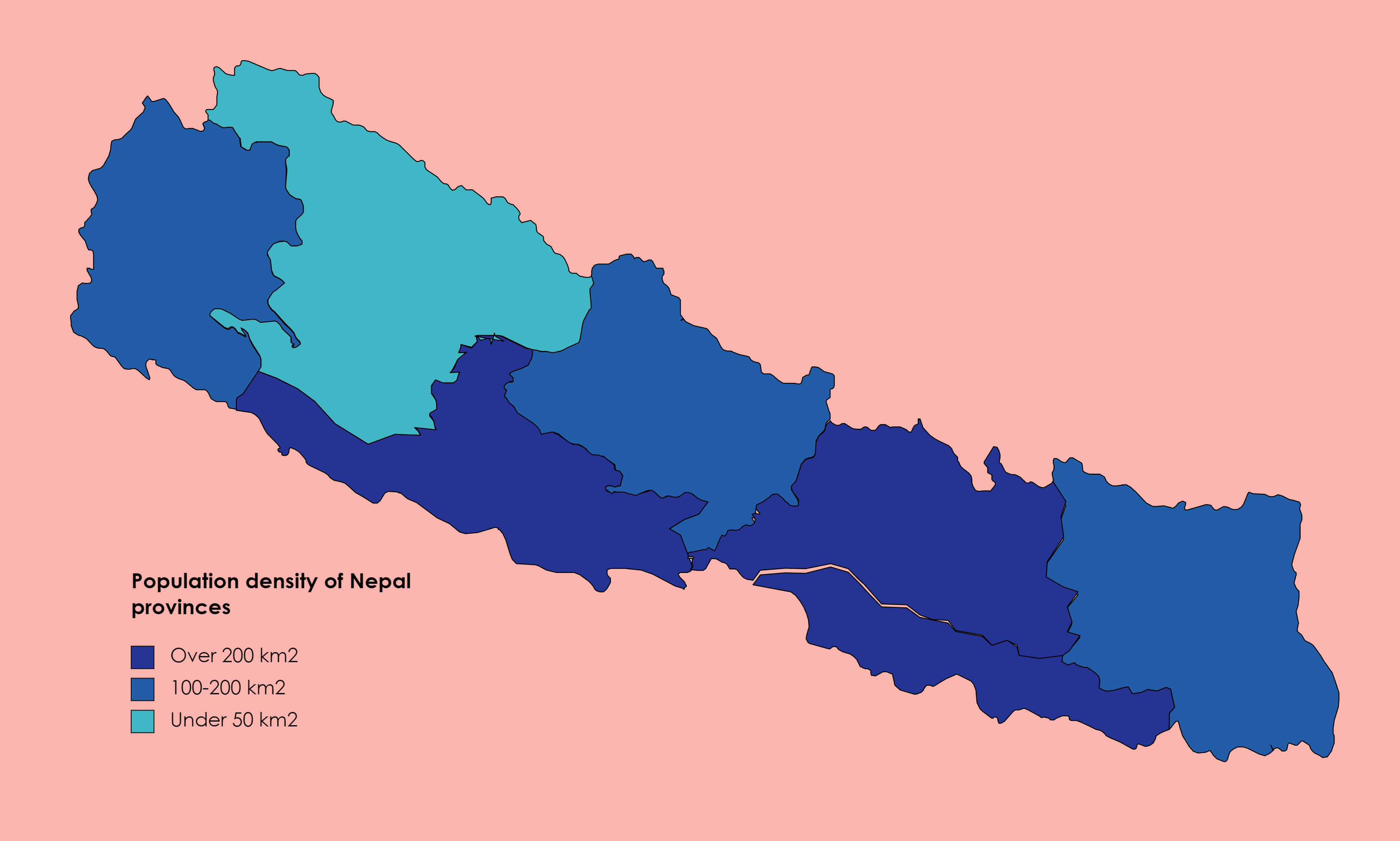
Nepál népsűrűsége 2011-ben

### Általános adatok
Nepál népessége nyelvi, etnikai, kulturális, társadalmi tekintetben igen heterogén - köszönhetően az élénk domborzatnak is. A nepáliban a kaszt és az etnikai csoport fogalma nem is válik el élesen: mindkettőre a dzsát (jaat) elnevezést használják, mely leginkább „örökölt csoportként” fordítható.
A 2010-es években a világ tíz legkevésbé urbanizált és egyben tíz leggyorsabban városiasodó országai közé tartozik. 2014-ben a becslések szerint a lakosság 18%-a lakott városokban. Az urbanizáció mértéke országos szinten magas a Teraiban és a középső hegyek völgyeiben, de alacsony a magas Himalájában.
A lakosság nagy része a déli alföldön és a hegyláncok közti, egymással közvetlenül alig érintkező, tál alakú medencékben, az úgynevezett nepáli völgyekben összpontosul. A legfontosabb a völgyek közül az 1300-1400 méter magasságban elnyúló Katmandui-medence.
Az eredeti nepáli törzsek északon a tibetiekkel, délen az indiaiakkal keveredtek.

### Népességének változása
| Lakosok száma | 5 638 479 | 9 881 783 | 11 088 215 | 12 871 016 | 15 062 998 | 17 273 606 | 20 587 157 | 24 102 862 | 26 249 412 | 29 164 578 |
|               | 1911      | 1962      | 1968       | 1975       | 1982       | 1988       | 1995       | 2002       | 2008       | 2021       |

### Etnikai, nyelvi megoszlás
Az indoeurópai – a hindivel – rokon, nepáli nyelvet beszélő parbatiják (hegyi emberek) kulturális dominanciája volt jellemző az ország területén. Hozzájuk kapcsolódnak az Indiából érkezett, harcias rádzsputok, akik egy időben – a késő középkor idején – az ország nagy részén magukhoz ragadták a hatalmat. A folyamatos beáramlás hatására a helyi etnikumok fokozatosan asszimilálódtak a különböző, főleg indoeurópai és tibeti-burmai népekhez.
Az ország lakosságának 12,8%-a cshetri, 12,7%-a hill-bahun, 7,1%-a magar, 6,8%-a tharu, 5,6%-a tamang, 5,5%-a névári és 3,9%-a jadav. Ezenkívül gurungok és serpák is élnek itt.
A lakosság 49%-ának a nepáli az anyanyelve. Fontosabb nyelvek: maithili (12,4%), bhodzspuri (7,6%), tharu (5,9%), tamang (5,2%), névári (3,6%) és magar (3,4%).
Vallási megoszlás Nepálban (2011)

### Vallási megoszlás
A lakosság zöme (kb. 81%) hindu. További vallások a 2011-es népsz. alapján (hozzávetőlegesen): buddhista 9%, muszlim 4%, kirant  3%, keresztény 1,4%, prakriti (természetimádó) 0.46%, egyéb (bon, bahai, szikh, dzsain stb.) 0.32%.
Az iszlám a 11. század környékén jelent meg, míg a kereszténység az 1700-as években, amikor katolikus szerzetesek és hittérítők elkezdtek tevékenykedni az egész országban. A szikhizmus szintén a 18. században jelent meg. 
Nepál alkotmánya ma senkinek nem ad jogot arra, hogy bárkit más vallásra térítsen. 2017-ben is elfogadott egy szigorú áttérítés-ellenes törvényt.
Hinduizmus
Az országban a hinduizmus volt az államvallás 2006-ig. A népesség százalékos arányában ma is itt van a legnagyobb hindu népesség a világon.
Buddhizmus
- lásd még a „kultúra” szakaszt és a buddhizmus és a hinduizmus összehasonlítása cikket

Kirant
A kirant  vagy kirat mundhum (nepáli: मुन्धुम) a kira(n)ti etnikai csoport őshonos, animista, sámánista vallása.

## Gazdaság

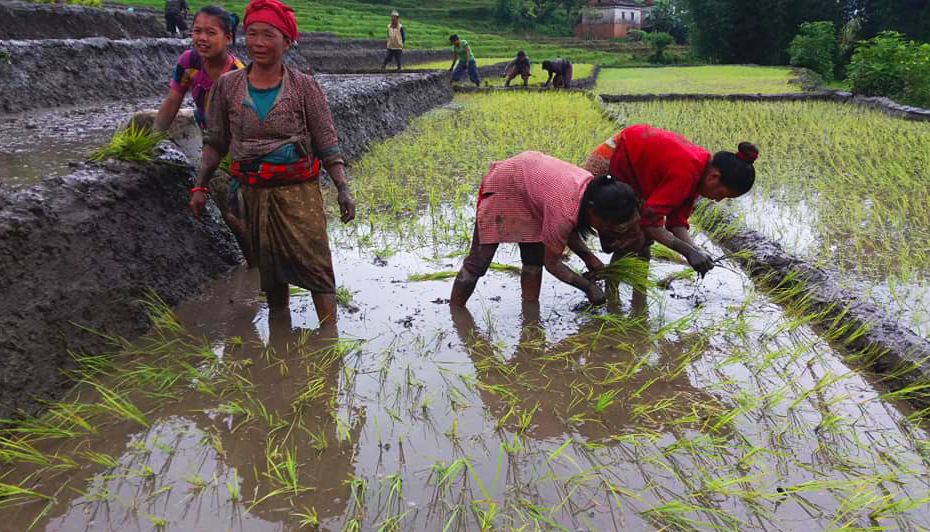
A 2010-es években a nepáli munkaerő kétharmada a mezőgazdaságban dolgozik, de a termelékenység alacsony, mivel a legtöbb munkát hagyományos módszerekkel és kézi erővel végzik.

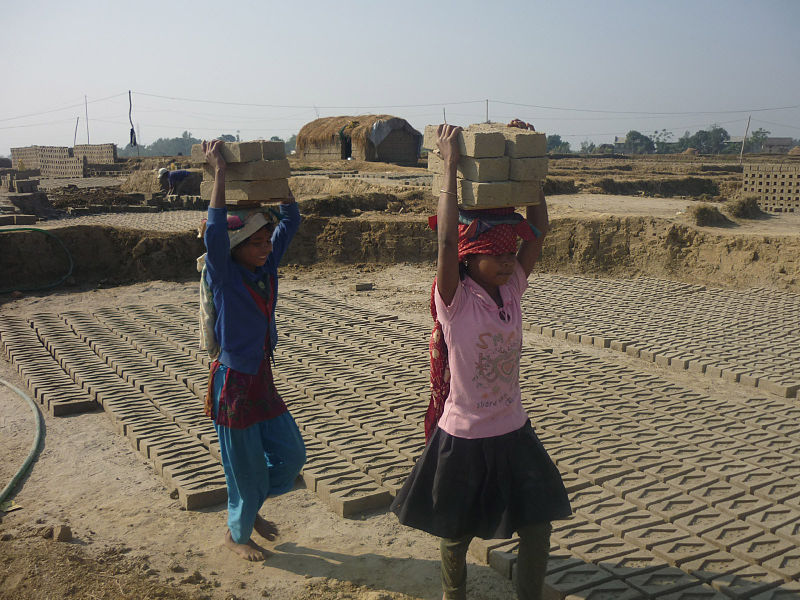
A gyermekmunka jellemző

Nepál az egyik legkevésbé fejlett ország a világon, de egyike a világ leggyorsabban növekvő gazdaságainak.
Jelentős előrelépést ért el a szegénység csökkentésében, így a nemzetközi szegénységi küszöb (1,9 USD/fő/nap) alatt élők száma 2018-ra már 9,3%-ra csökkent. Lakosainak nagy része parasztként vagy bérmunkásként a földből igyekszik kicsikarni szűkös megélhetését. A mezőgazdaság a gazdaság fő támasza, amely 2020 táján megélhetést biztosít a lakosság majdnem kétharmadának, de a GDP kevesebb mint egyharmadát teszi ki. Nepál nagymértékben függ még a pénzátutalásoktól, amelyek a GDP 30% -át teszik ki (2020).

### Mezőgazdaság
A magasabban fekvő medencékben búzát, kukoricát, kölest termesztenek. A monszun hatása alatt álló dombvidék jellegzetes terményei: rizs, juta, tea, burgonya, zöldség- és gyümölcsfélék. A sűrűn lakott völgyekben és medencékben nagy munkaráfordítással teraszosítanak minden elérhető termőföldet. A legfontosabb élelmiszernövényt, a rizst főleg a Tarain termesztik.
A hegyi legelőkön jelentős az állattenyésztés. A szarvasmarhát, a kecskét és a juhot a völgyekben tenyésztik. A bivalyok főleg a Tarai és a Katmandu-völgy rizsföldjeinek művelésében fontosak, de a hús- és tejtermelés 2/3-át is ők adják. A magas hegyvidékek fő haszonállata a teherhordásra is kiválóan alkalmas jak.

#### Ipar
Ipara fejletlen, elsősorban a mezőgazdasági terményeket dolgozza fel. A fővárosi agglomeráció (Katmandu-völgy) a gyáripar központja.  Jobbára külföldi segítséggel épült gyapot- és jutafeldolgozók, dohány-, tea- és cukorgyárak, bőr- és faipari üzemek döntő többsége itt található.
További ágak: textilipar, cement- és téglagyártás, élelmiszeripar: rizs, cukor, olajos magvak. Jelentős a hagyományos kézművesség (gyapjúszőnyegek, háziszőttesek, fegyverek, ötvös- és bőrdíszműáruk).

### Külkereskedelem
Export: 
- Főbb termékek: ruházat, hüvelyesek, szőnyegek, textíliák, gyümölcslé, juta áruk
- Főbb partnerek 2019-ben:  India 68%, Egyesült Államok 10%

Import: 
- Főbb áruk: kőolajtermékek, gépek és berendezések, arany, gyógyszer
- Főbb partnerek 2019-ben:  India 70%, Kína 15%

### Egyéb ágazatok
Jelentős a turizmus.

## Közlekedés

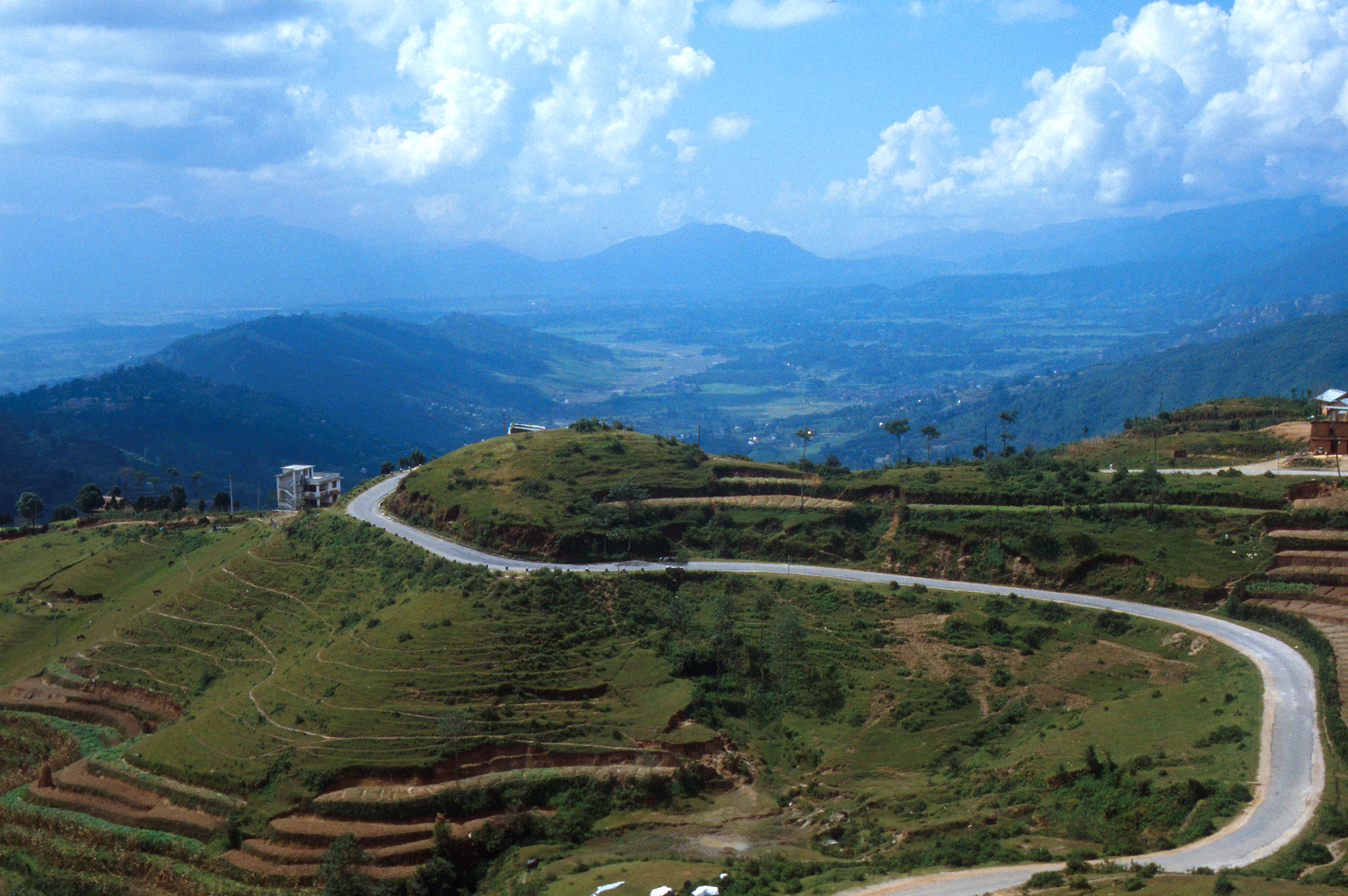
A Katmanduból Tibetbe vezető főút

### Közút
Az ország északi kétharmadának hegyvidéki terepe megnehezítette az utak kiépítését. 
A legfontosabb közút az 1964-ben elkészült út, amely a fővárost köti össze Tibettel és Indiával. Forgalmas még a Ny-K főút is. 2018-tól az összes kerületi központ (az ÉNy-i Simikot kivételével) csatlakozott a nemzeti úthálózathoz.
A vidéki utak többsége az esős évszakban nem járható.

### Légi közlekedés
Nemzetközi repülőtere: Katmandu-Tribhuvan. Van 12 belföldi légikikötő is.
A sűrű balesetek miatt repülés tekintetében az egyik legveszélyesebb ország.
A nemzeti légitársaság, a Nepal Airlines a nem megfelelő irányítás, állapot és a korrupció miatt az EU feketelistájára került.

## Telekommunikáció
| Hívójel prefix | 9N |
| ITU zóna       | 42 |
| CQ zóna        | 22 |

## Kultúra

### Társadalom
Nepál kultúráját, társadalmi berendezkedését, lakóinak világképét, mindennapi életét és az ünnepeket egyaránt meghatározza és áthatja az élő vallási gyakorlat. A vallás összeolvad a mindennapokkal. Mindent a vallás előírásai szerint mozgatnak.
Az ország 1963-ban törvénytelennek nyilvánította az érinthetetlenséget, és azóta más diszkriminációellenes törvényeket és szociális jóléti kezdeményezéseket fogadott el. A városi munkahelyeken és az oktatási intézményekben a kaszttal kapcsolatos azonosítás nagyjából elvesztette jelentőségét.
A nepáliak elsöprő többsége nem szerelemből házasodik, hanem a házasságukat a szüleik vagy más idősebb családtagok rendezik el. A gyermekházasságok gyakoriak, különösen a vidéki területeken. Sok nőnek rendezik el a házasságát mielőtt elérné a 18. életévét.

### Vallás
Míg Indiában állandó a feszültség az eltérő vallási csoportok között, Nepálban a hinduk, buddhisták és muszlimok békésen élnek együtt. A hinduizmus és a buddhizmus között teljes ökuménia uralkodik. Átvesznek tanokat, beépítenek eszméket a másik vallásából, mint ahogy egymás templomait is használják. A különbözőségek tiszteletével és toleranciájával teljes az egyetértés.
A lakosság döntő többsége hindu. Egy hívő hindunak három fő kötelessége van az életben. Az első, hogy ki kell nyilvánítania az istenek iránti tiszteletét. A második, hogy figyelembe kell vennie a kasztok rendjét. A harmadik, hogy halottait a temetési szertartásnak megfelelően el kell hamvasztania.
A dharma lényege mindenekelőtt abban nyilvánul meg, hogy a mindenséget benépesítő, egymástól nagyon különböző létezők számára nem egyforma, hanem különböző jogokat és kötelességeket ír elő.
A legtöbb templomot Nepálban Siva és Visnu tiszteletére emelik. Azt, hogy melyik éppen kié, rendszerint a bejárat előtt álló szobrok jelzik. Síva előtt a bika, Visnu előtt a Garuda, a szárnyas ember trónol. Kifejezetten nepáli istenség Macsendranáth, az eső, a monszun istene és ura, egyúttal a völgy védelmezője. A legtöbb ünnepet a tiszteletére tartják.
Vannak kolostorról kolostorra járó zarándokok, akik szerény felszereléssel imádkozva járnak, s a világtól elvonulva élvezik a megtalált lelki békét. Közelednek a teljes megnyugvás, a nirvána felé. Dacolnak a hideggel, a veszélyekre rá se hederítenek, hiszen Buddhának áldozták magukat, miközben Buddhát (lásd: Buddhaság), a megnyugvást, a megvilágosodást keresik, és biztosak abban, hogy e világi szenvedéseik a reinkarnáció során hasznukra lesznek. Lélekben határtalan a szabadságuk. Csak egy kötöttséget ismernek: Buddha folyamatos dicsőítését. Forognak az imamalmok, imazászlóikat a hegyek között rejtőző sztúpákon tépi rongyosra a metsző himalájai vihar.

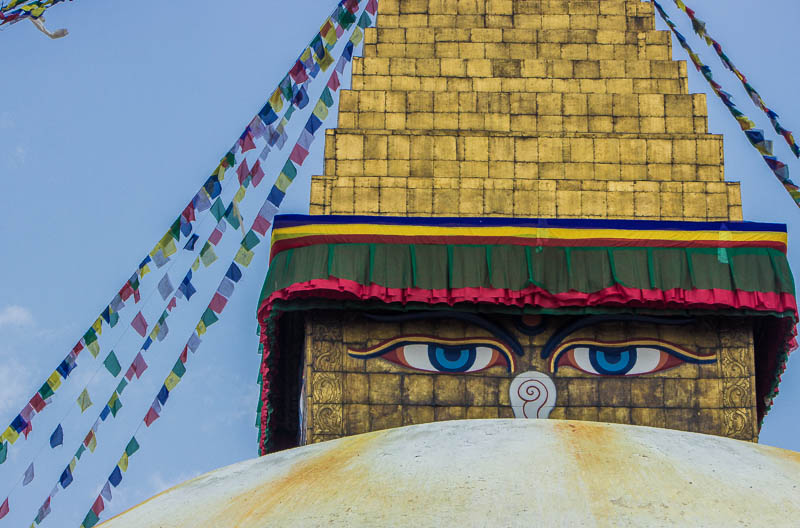
Az ország egyik szimbóluma, a templomra festett istenszemek tekintenek alá

### Kulturális világörökség
- A Katmandu-völgy nemcsak természeti értékei, hanem a nepáli kultúrában betöltött szerepe miatt is a világörökség része.
- Buddha szülőhelye, Lumbini a világ buddhista vallású embereinek fontos hely.

### Szokások, illemtan
A hagyományos üdvözlési forma a namaszte, vagyis hogy két tenyerüket arcuk vagy mellkasuk előtt összetéve namaszte köszöntést mondanak. A nepáliak általában nem fognak kezet, bár férfiaknál előfordul, hogy így üdvözlik a külföldieket. Szokás szerint engedélyt kérnek, mielőtt távoznak valakinek a társaságából.
A nepáliak családcentrikus, vallásos és mély lelki életet élő emberek. A szellem és az alázat számukra olyan értékek, amelyek fontosabbak az anyagi javaknál. A predesztinációnak lényeges szerepet tulajdonítanak; az egyén minden tőle telhetőt megtesz, ám hogy ez mire elég, az végső soron Istentől függ. Egy másik fontos, vallással kapcsolatos fogalom a karma, amely a múltbéli (jó vagy rossz) cselekedetek következményeit jelenti. Valakinek az életében bekövetkező egy-egy esemény e hit szerint az illető előző életének karmájából adódik.
Az ország India felé eső részén száriba öltözött asszonyságok láthatók, orrukban, fülükben apró ékszer. Homlokukon piros pont, a tika - néha a férfiakon is - jelzi, hogy templomaikban már elvégezték a reggeli ájtatoskodást.
- Az ország déli részén a nők és a férfiak társasági összejövetelek alkalmával külön csoportot alkotnak (hasonlóan Indiához). Északon ez kevésbé jellemző.
- A nepáliak életét meghatározza az osztály- és a kaszthelyzetük, ami társas viselkedésükre is kihatással lehet. A kasztrendszert ugyan hivatalosan eltörölték, a gyakorlatban - főleg vidéken - ma is létező forma.
- A nőket Nepálban a férfiakkal teljesen egyenlő elbánásban részesítik.
- Ha olyannal találkozunk, akinek titulusa van, megszólításkor feltétlenül használjuk ezt a címét.
- Ne érintsük meg mások fejét vagy vállát, még gyerekekét sem. Ez illetlenség. A fej szent és sérthetetlen.
- Ne érintsünk meg senkit a lábunkkal vagy a cipőnkkel. Ha ez megtörténik, kérjünk bocsánatot.
- Legyünk mindig udvariasak és tisztelettudóak másokkal szemben. Az alázatot nagyra értékelik.
- Kerüljük indulataink kimutatását, a kiabálást és agresszív megnyilvánulásokat. A nepáliak rossz szemmel nézik az ilyesmit.
- Ne feledjük, hogy a társadalmi osztály és a kaszt Nepálban fontos tényezők. Ha valaki nem szívesen tesz meg vagy visszautasít valamit, ne erőltessük a dolgot. Lehet, hogy azért viselkedik így, mert az osztálya vagy a kasztja által rákényszerített szerep ezzel jár.

### Gasztronómia

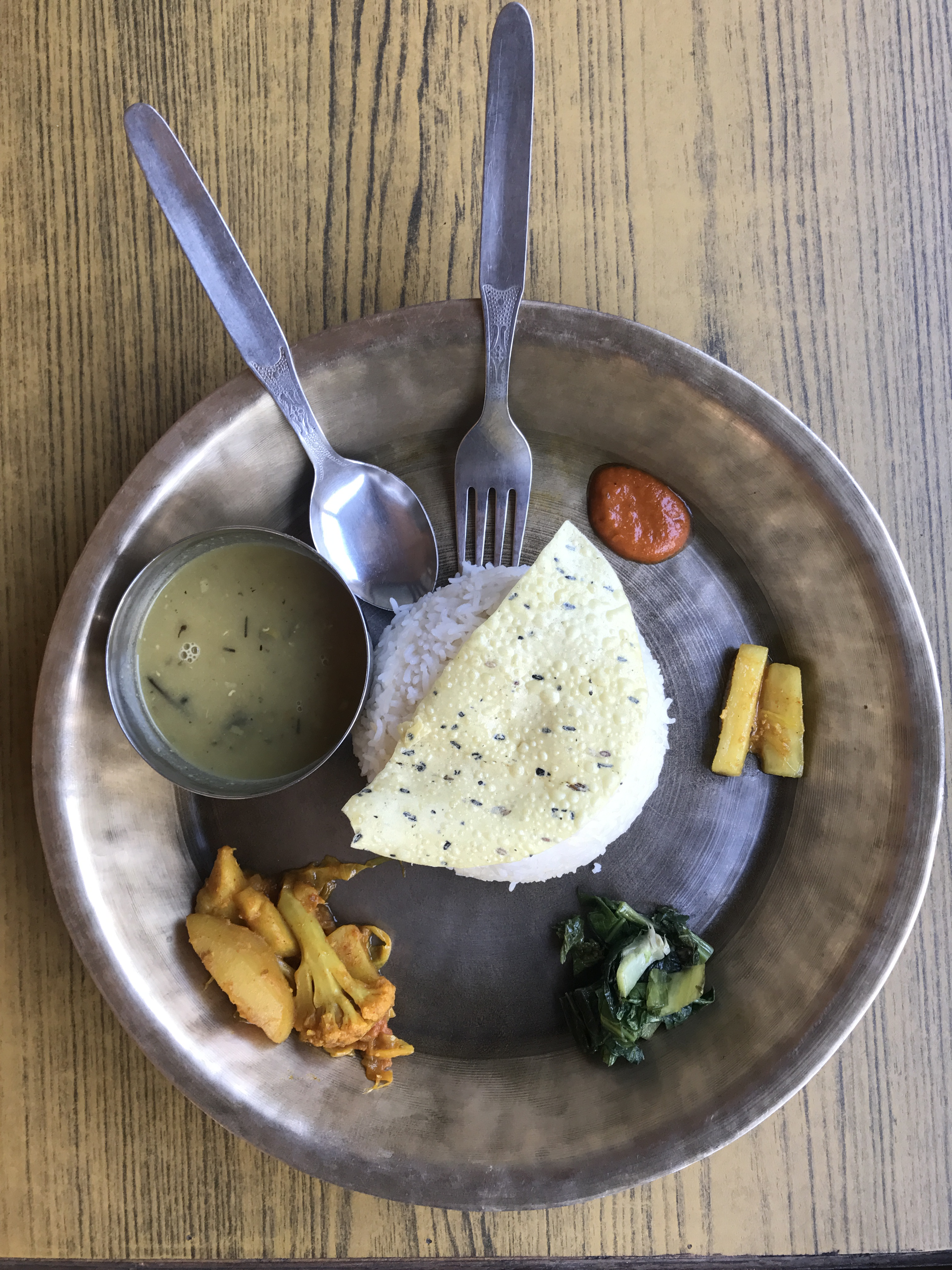
Nepáli stílusú dal bhat papadammal.

Nepál nemzeti étele, amit az egész országban esznek a dal bhat  melyet naponta akár kétszer is fogyasztanak. Alapja a párolt rizs és főtt lencse, amelyhez számos fűszert adnak.
A másik elterjedt étel a momo  nevű gőzölt húsgombóc. A régi recept alapján bivalyhúsból készült, de ma már kecske- és baromfihúsos momót, sőt zöldséges (vegetáriánus) momót is készítenek.
A sel roti egy hagyományos nepáli házi rizskenyér, amely olykor édes.
Sok étel tibeti vagy indiai eredetűek. Tibetből való a thukpa nevű tésztás leves, amelyet a hűvösebb területeken nagyon kedvelnek. A másik a vajas tea.
Nepálban gyümölcsöket (datolyaszilva, alma, mangó, mandarin, kivi) és dióféléket termesztenek, amelyek a helyi édességekben is szerepelnek. Az egyik fő különlegesség a halwa, búzadarából, pudingból és zöld kardamomból készül, kesudióval, mazsolából és aprított kókuszdióból.

## Turizmus
Fő látnivalók:

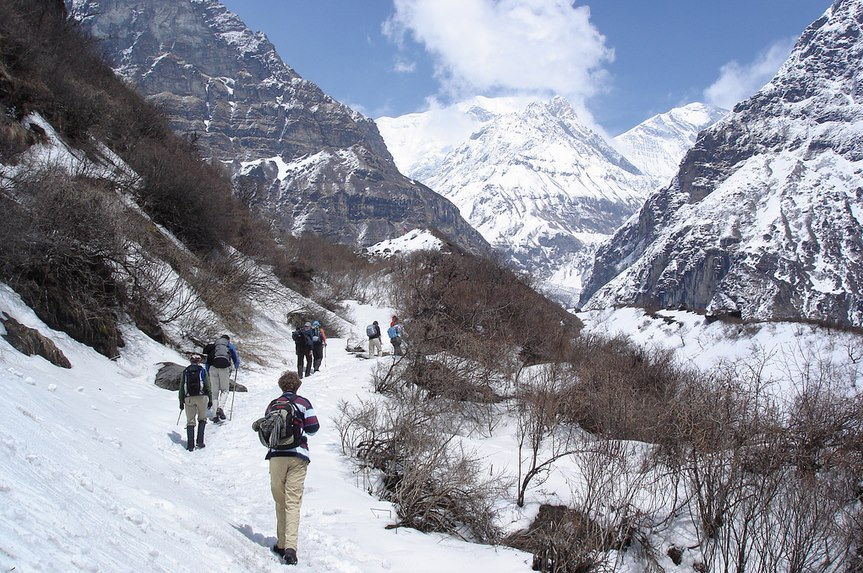
Turisták az Annapurna-regióban

- Kulturális látnivalók: Katmandu, Pokhara, Pátan, Bhaktapur, Lumbini
- Természeti látnivalók: A nemzeti parkok, az Annapurna, a Csomolungma, a Fewa-tó (Phewa Tal), a Begnas-tó stb.
- Az ország kultúrája

Az országot hivatalosan 1951-ben nyitották meg a nyugatiak előtt. Az 1960-as és 1970-es években népszerű célponttá vált, főleg a hippik körében.
A nemzetközi látogatók száma 2018-ban meghaladta az egymillió főt (nem számítva a szárazföldön érkező indiai turistákat).

## Sport
Nepálban az egyik legelterjedtebb sport a futball és a krikett, a hivatalos nemzeti sportja viszont a röplabda. Néhány sportjáték, mint a korábban nemzeti sportnak tekintett dandi biyo  vagy a dél-ázsiai eredetű kabaddi  a vidéki területeken még mindig népszerű.

### Labdarúgás

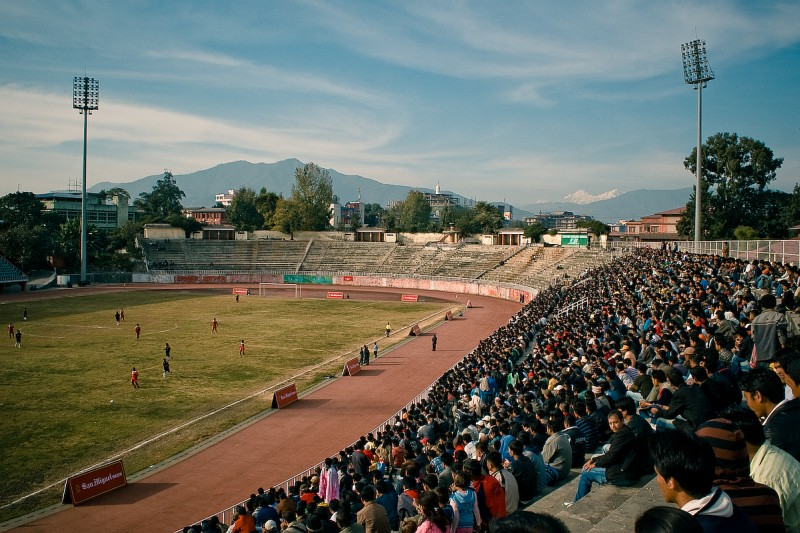
Dasarath Rangasala Stadium

## Ünnepek
Nepálban rengeteg vallási ünnep van, szinte minden hónapra jut egy vagy több. Mivel holdhónapokban számítják az időt, ezért az ünnepek évenként más napra eshetnek.
A 2015-ös évben:

| Dátum 2015-ben | Név                                          | Az ünnep típusa | Megjegyzés |
| -------------- | -------------------------------------------- | --------------- | --- |
| január 15.     | Maghe Sankranti                              | Vallási         | Magh hónap első napja |
| január 30.     | Shahid Diwas                                 | Nem-vallási     | A mártírok napja |
| január 31.     | Sonam Losar                                  | Vallási         | Újév a tamang közösségben |
| február 4.     | Saraswati Puja (szaraszvati púdzsa)          | Vallási         | Szaraszvati (istennő) ünnepe |
| február 19.    | Prajatantra Diwas                            | Nem-vallási     | |
| február 27.    | Maha Shivaratri (máhá sívaratri)             | Vallási         | Shiva születésnapja. Valószínűleg az év leglátványosabb fesztiválja. Egész Nepálból, illetve Észak-Indiából is érkeznek hívők a Pasupatináth templomhoz. A nagy és színes felvonulás betekintést enged a kasztok és törzsek látványos világába.                                      |
| március 8.     | Nemzetközi nőnap                             | Nem-vallási     | |
| március 16.    | Fagu Purnima                                 | Vallási         | Úgy is ismerik, mint Holi, a színek fesztiválja. Jókedvű gyerekek hete, akik összevissza locsolkodnak a színezett vízzel. |
| március 30.    | Ghode Jatra (dzsotra)                        | Vallási         | |
| április 8.     | Ram Nawami                                   | Vallási         | Ráma születésnapja |
| április 14.    | Navabarsha                                   | Nem-vallási     | Nepáli újév , a Bikram Sambat naptár első napja. |
| április 24.    | Loktantra Diwas                              | Nem-vallási     | A demokrácia napja |
| május 1.       | Majdur Diwas                                 | Nem-vallási     | A munka ünnepe |
| május 4.       | Buddha Jayanti (dzsajanti)                   | Vallási         | Buddha születésnapja. Többnyire tibetiek jönnek ekkor Nepálba. Nagyon sok zarándok érkezik. |
| május 29.      | Ganatantra Diwas                             | Nem-vallási     | A köztársaság napja |
| augusztus 29.  | Janai Purnima (Dzsanai P.) és Raksha Bandhan | Vallási         | A bráhminok ünnepe. Mindenki sárga kendőt köt a csuklójára a démonok ellen. |
| augusztus 30.  | Gaijatra (Gai Dzsotra)                       | Vallási         | Katmanduban, Patanban, Bhaktapurban hatalmas karnevál. Az ünnep 2. napjára esik a buddhista Mataya, amikor illik végiglátogatni a Patan körüli 150 kolostort. |
| augusztus 30.  | Rishi Panchami                               | Vallási         | |
| szeptember 2.  | Gaura Parwa                                  | Vallási         | |
| szeptember 5.  | Krishna Janmashtami                          | Vallási         | Más néven Krishna Asztami. Krishna születésnapjának ünnepe. |
| szeptember 8.  | Indra Jatra (Indra dzsotra)                  | Vallási         | 8 napos, az egyik legnagyobb és leglátványosabb ünnep |
| szeptember 16. | Teej (Teedzs-Brata)                          | Vallási         | A nők ünnepe. A férjükért és leendő férjükért imádkoznak. |
| szeptember 25. | Ghatasthapana                                | Vallási         | A Dashain (nepáli: बिजया दशमी) kezdete. A dashain (durga púdzsa, doszera) 15 napon át tartó családi ünnep. Mindenki hazamegy, együtt van a család, megáll az élet. Senki nem dolgozik. Az ünnep igazi témája a gonosz legyőzése. A legenda szerint Ráma ezen a napon győzte le Rávanát. |
| október 1.     | Fulpati                                      | Vallási         | A Dashain 7. napja |
| október 2.     | Maha Asthami                                 | Vallási         | |
| október 3.     | Maha Navami and Bijaya Dashami               | Vallási         | |
| október 4.     | Ekadashi                                     | Vallási         | A Dashain 11. napja |
| október 5.     | Duwadashi                                    | Vallási         | Dashain |
| október 7.     | Kojagrat Purnima                             | Vallási         | |
| november 11.   | Laxmi Puja (púdzsa)                          | Vallási         | Laksmi ünnepe a Tihar (nepáli: तिहार) 5 napos fesztiválján, amikor állatokat és isteneket imádnak. Este Laksmit, a jólét istennőjét dicsőítik. |
| november 12.   | Mha Puja and Govardhan Puja                  | Vallási         | |
| november 13.   | Bhaitika                                     | Vallási         | |
| november 17.   | Chhath Parwa (cshath)                        | Vallási         | A hinduizmus napistenének fesztiválja |
| december 25.   | Karácsony                                    | Vallási         | |
| december 30.   | Tamu Lhosar                                  | Vallási         | Újév a gurung közösségben |